# 横顔 (きたのきい to スネオヘアーの曲)
『横顔』（よこがお）は、日本の女性タレント・北乃きい（きたのきい to スネオヘアー名義）の通算5枚目のシングル。2013年3月20日にavex traxから発売された。

## 概要
北乃きいがリスペクトするアーティストとコラボした3部作の第1弾であり、スネオヘアーが表題曲の作詞作曲編曲を手掛けた。
初回生産限定盤には、「なかったからつくってみた会報誌」と題した小冊子が封入された。また、mu-mo限定盤はアナログレコードサイズの特殊パッケージであった。

## 収録曲
| #  | タイトル                             | 作詞                    | 作曲                    | 編曲                    | 時間 |
| -- | ------------------------------------ | ----------------------- | ----------------------- | ----------------------- | ---- |
| 1. | 「横顔」(きたのきい to スネオヘアー) | 渡辺健二 (スネオヘアー) | 渡辺健二 (スネオヘアー) | 渡辺健二 (スネオヘアー) | 4:45 |
| 2. | 「Dearest」(北乃きい)                | 唐沢美帆                | 原一博                  | ats-                    | 4:13 |
| 3. | 「横顔」(instrumental)               |                         | 渡辺健二 (スネオヘアー) | 渡辺健二 (スネオヘアー) | 4:45 |
| 4. | 「Dearest」(instrumental)            |                         | 原一博                  | ats-                    | 4:11 |